# Catedral de San Andrés (Tokio)
La Catedral de San Andrés (en japonés: 聖アンデレ主教座聖堂) es la Iglesia Catedral de la diócesis de Tokio de la Nippon Sei Ko Kai, la Iglesia Anglicana en el país asiático de Japón. La Diócesis de Tokio es una de las once diócesis dentro de la Iglesia Anglicana en Japón. Hay más de cuarenta iglesias y capillas de la diócesis con muchos edificios de la iglesia, como San Andrés, en una localización que fue escogida en su fundación que se remonta a la segunda mitad del siglo XIX.
La Iglesia de San Andrés fue establecida en 1879 por un misionero canadiense, el reverendo Alexander Croft Shaw. El edificio original de la iglesia, de ladrillo rojo, es una estructura neogótica, diseñado por Charles Alfred Chastel de Boinville, y fue dedicada el 4 de junio de 1879. 

## San Albano junto a San Andrés

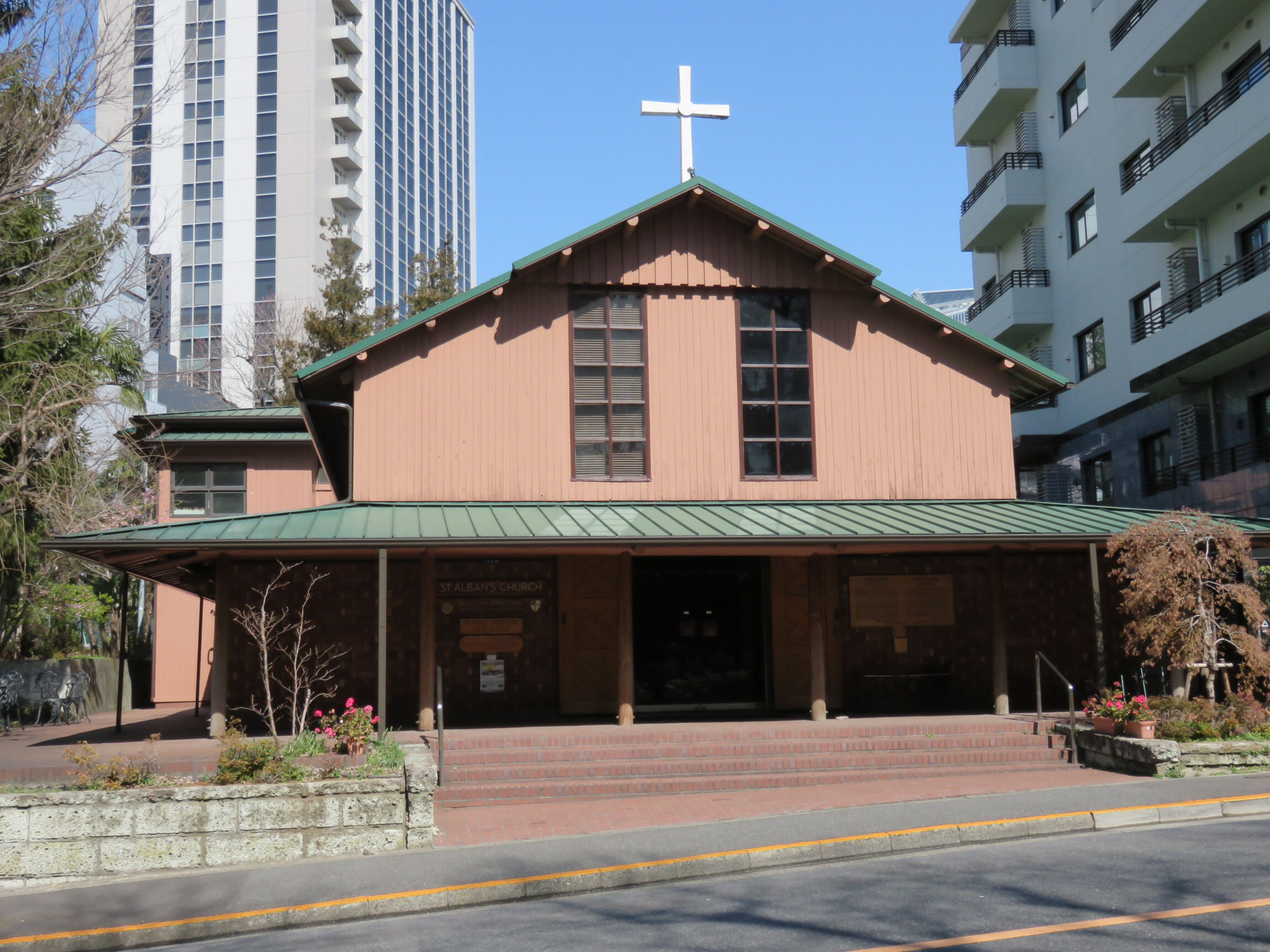
Iglesia de San Albano, Tokio

Pegada a la iglesia de San Andrés en Shiba-koen está la iglesia de San Albano (聖オルバン教会), sede de la diócesis tokiota de la congregación de habla inglesa y una de las únicas tres congregaciones en inglés en el Nippon Sei Ko Kai (Iglesia anglicana de Japón).
Dedicada al primer mártir inglés, Albano de Verulamium, la histórica estructura de madera fue diseñada por el arquitecto checo-estadounidense Antonin Raymond.
El actual edificio de la iglesia fue consagrada el 17 de marzo de 1956, aunque servicios en lengua inglesa se han desarrollado en el mismo sitio de manera casi continuada desde 1879.